# Sugar Ray Robinson
Sugar Ray Robinson (3. května 1921 Ailey, Georgie – 12. dubna 1989 Los Angeles, Kalifornie) byl americký profesionální boxer. Málokterý boxer přišel ke své přezdívce tak kuriózním způsobem jako zřejmě nejlepší šampión všech dob ve velterové váze „Sugar“ Ray Robinson. Přestože se narodil jako Walker Smith Jr., své první zápasy absolvoval s vypůjčenou registrační kartou bývalého boxera, který se jmenoval Ray Robinson. Jeho přirozený talent začal brzy poutat pozornost. Když ho poprvé viděl boxovat budoucí kouč George Gainford, prohlásil, že jeho pohyblivý styl je „sladký jako cukr“. Ostatní souhlasili a přezdívka se brzy ujala.

## Rané mládí
Ačkoliv se narodil v Georgii, jeho rodiče brzy přesídlili do New Yorku, aby se vyhnuli rasovým předsudkům, které na americkém Jihu stále přetrvávaly. Otec „Pop“ pracoval jako dělník na montážích, ovšem stále výrazněji se propadal do alkoholové závislosti. Matka Leila byla pokojskou v hotelu a později krejčovou. Rodiče se rozvedli, když bylo chlapci pět let. Celá rodina trpěla setrvalým nedostatkem, který nutil Raye a jeho dvě sestry již od útlého dětství pracovat jako čističi bot, či v donáškové službě.

## Začátek kariéry
K boxu se Ray dostal přes svého kamaráda, který jej představil svému strýci Georgi Gainfordovi. Ten kromě tréninkového centra provozoval rovněž boxerské turnaje. Když jednou nemohl sehnat boxera v muší váze, oslovil Sugara a ten se s vypůjčenou registrační kartou zúčastnil prvního zápasu. Po vítězství si již ponechal registrační kartu jistého Raye Robinsona, který zanechal boxu o pár měsíců dříve a živil se jako barman. Po vítězství na turnaji New York Golden Gloves Championship v roce 1940 přestoupil Ray k profesionálům a už nikdy se nevrátil zpět. Ihned po nástupu vytvořil rekord 40 vítězství v řadě bez jediné porážky. Tuto šňůru přerušil až Jake LaMotta, se kterým Robinson svedl celkem šest zápasů a ve druhém mu podlehl na body. Už předtím však dokázal porazit např. bývalého světového šampióna Sammy Angotta. Jediný, kdo ho v této době dokázal zastavit, byl Jose Basora, který proti němu v roce 1945 uhájil remízu.

## Mistrovský titul a vrchol kariéry
Na mistrovský titul dosáhl Robinson poprvé v prosinci 1946, kdy se o uvolněný trůn utkal s Tommym Bellem. Po patnáctikolové bitvě byla koruna přiřčena Rayovi výrokem rozhodčího. Hned následujícího roku však čekal Raye nejhorší zážitek kariéry. V noci před obhajobou titulu se mu prý zdál sen, v němž svého vyzyvatele Jimmyho Doylea v ringu svými údery zabije. V důsledku toho chtěl odstoupit ze zápasu, ale po rozhovoru s knězem do něj nakonec nastoupil. Doyle další den po souboji skutečně v nemocnici podlehl zraněním.
Během následujících let úspěšně obhájil titul proti dalším vyzyvatelům, jimiž byli Charley Fusari, Robert Willemain, Jose Basora a Carl Olson. Zvláště knock-out, který uštědřil Basorovi po 50 sekundách, se na dlouhá léta stal neoficiálním rekordem. V jednom ze zápasů, které nebyly obhajobou titulu, porazil roku 1948 budoucího světového šampióna Kida Gavilana. V nejpamátnějším ze soubojů pak 14. února 1951 technickým KO udolal znovu Jakea LaMottu. Utkání vstoupilo do historie pod názvem „Masakr na Svatého Valentýna“; Robinson díky rychlosti a síle úderu jasně dominoval a uštědřil svému soupeři nejhorší porážku v šesti zápasech, které spolu tito dva boxeři v historii svedli. Zápas byl ukončen ve 13. kole, kdy se vyčerpaný LaMotta již pouze beznadějně opíral o provazy. Bývalý šampion nedlouho po této porážce definitivně ukončil kariéru.
Po úspěšné obhajobě se Robinson vydal na první evropské turné. V zápase s Gerhadrem Hechtem byl diskvalifikován kvůli úderu pod pás, ale později byl tento duel anulován. Senzací se však stal jeho duel v Londýně, v němž přišel o titul v zápase s Randym Turpinem. O tři měsíce později však Turpinovi v deseti kolech porážku vrátil a opět se stal šampiónem. Větší problém pro Raye představovala výzva od šampióna polotěžké váhy Joey Maxima v roce 1952. V té době byl sice na vrcholu sil, ale přemohlo jej drastické horko na přeplněném Yankee Stadium v New Yorku. Sugar si rychle vybojoval pohodlný náskok u všech tří rozhodčích, ale na konci 13. kola se na něm začaly projevovat známky úpalu. Tehdy byl ještě schopen vstát a odboxovat další kolo; po něm však již na zvonek nereagoval, ačkoli mu v podstatě stačilo udržet se na nohou. Kvůli nepřiměřené teplotě (zhruba 45 stupňů Celsia) musel být tehdy vystřídán také ringový rozhodčí, ze stadiónu byly rovněž odnášeny desítky diváků. Maxim si připsal nejslavnější vítězství kariéry, ale o titul šampióna přišel už o šest měsíců později v duelu s Archiem Moorem. Robinson se rozhodl ukončit kariéru, ale o tři roky později se vrátil zpět a v duelu s Olsonem si znovu přivlastnil mistrovský pás. V lednu 1957 jej nedokázal obhájit, když jej fyzicky a silově dokonale vybavený Gene Fullmer přemohl na body, ale v červnu téhož roku vyzval čerstvého šampióna k odvetě. Zápas začal podle očekávání velkým Fullmerovým náporem, kterým se snažil srazit Robinsona na kolena. V pátém kole se však podařil Rayovi levý hák na bradu, kterým svého soupeře dokonale knockoutoval. Novináři později tomuto momentu přidělili název „perfektní úder“ (The Perfect Punch). Tento zápas byl posledním velkým Sugarovým vítězstvím. O mistrovský titul přišel definitivně v roce 1960, kdy jej porazil Paul Pender. Oba borci se v následujících letech střetli o tituly NBA i WBA a v obou si Pender dokázal uhájit své postavení. Robinson se ještě jednou vydal na turné po Evropě a ve Spojených státech se utkal mj. s budoucími šampióny Dannym Moyerem (vítězství) a Joeym Giardellem (porážka). Definitivní konec jeho kariéry přišel v roce 1965 po porážce od Joey Archera.

## Pozdější život
Robinsonův odkaz dnes daleko přesahuje hranice boxu. Stal se jedním z prvních Afroameričanů, kteří dokázali překročit hranice sportu a stát se legendami i v celospolečenském dění. Jeho růžový cadillac a noční klub v Harlemu se staly součástí New Yorku padesátých a šedesátých let, podobně jako písně Franka Sinatry. Svým životním stylem navíc jako první překonal situaci, kdy si boxer svým uměním vydělá jenom na živobytí. Jeho společnost zahrnovala sekretářku, maséra, kadeřníka, hlasového trenéra, několik kondičních trenérů a krásné ženy, jimiž se obklopoval. Celoživotním hlavním koučem však zůstal George Gainford. Své popularity využil Ray v 60. letech ke vstupu do show businessu, ale pro historii zůstane památnou hudba, kterou vytvářel v ringu. „Boxoval s takovou lehkostí, jako jiní hrají na housle,“ složil mu později poklonu jeden sportovní novinář. Jeho přezdívku později převzal další slavný boxer Sugar Ray Leonard. Daleko největším obdivovatelem mezi pozdějšími boxery byl Muhammad Ali, jenž mluvil o Robinsonovi jako o svém „hrdinovi, učiteli a idolu“. Ironií osudu právě „Sugar“ byl po celý život diabetikem a jeho život závisel na pečlivých dávkách inzulínu. V pozdějších letech se u něj projevila Alzheimerova choroba. Zemřel v 67 letech 12. dubna 1989 v Los Angeles.